# Mordellistena luteipalpis
Mordellistena luteipalpis es una especie de coleóptero de la familia Mordellidae.

## Distribución geográfica
Habita en Brandenburgo (Alemania).